# Moschea di Fatih
La moschea di Fatih (in lingua turca Fatih Camii, dove Fatih - il conquistatore - è il laqab di Mehmed II) è una moschea ottomana ubicata nel quartiere di Fatih a Istanbul, in Turchia. Ricostruita dopo essere stata distrutta da un terremoto nel 1766, essa è la prima grande architettura turco-islamica a Istanbul e ha rappresentato una tappa importante nello sviluppo dell'architettura ottomana.

## Storia
La moschea di Fatih era un complesso di edifici religiosi e civili, senza precedenti, costruito ad Istanbul nel periodo 1463-1470 per ordine di Fatih Sultan Mehmed, sul sito della chiesa bizantina dei Santi Apostoli, che era in rovina dai tempi della quarta crociata, e che venne definitivamente demolita nel 1462. Essa venne progettata dall'architetto reale Atik Sinan. La moschea Fatih fu il primo progetto monumentale della tradizione architettonica dell'Impero ottomano.

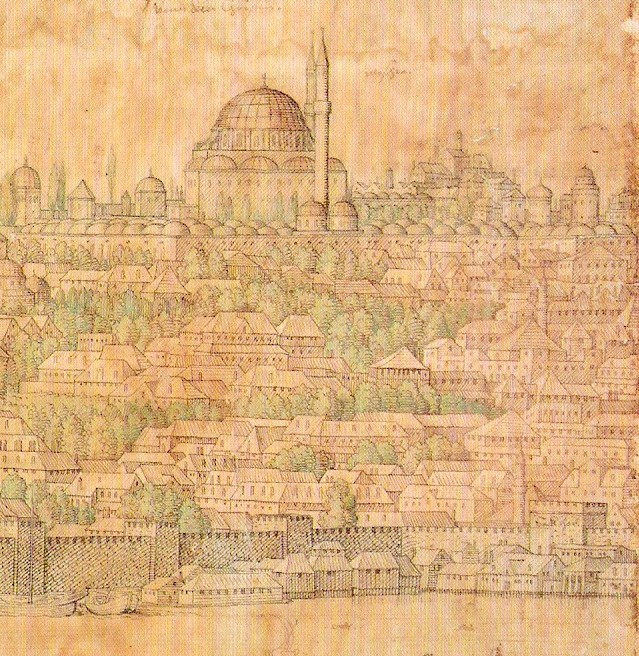
La moschea di Fatih e il complesso circostante nel 1559.

Il complesso originario comprendeva una serie di edifici (Külliye) ben pianificata costruito intorno alla moschea. Essi comprendevano otto medrese, biblioteca, ospedale (darüşşifa), ospizio, caravanserraglio, mercato, hammam, scuola primaria e cucina pubblica (imaret) che serviva per preparare cibo per i poveri. Varie türbe vennero aggiunte in epoche successive. Il complesso originario copriva una zona di quasi 325 metri di lato, si estendeva lungo il lato di Fevzi Pascià Caddesi prospiciente il Corno d'Oro.
La moschea originaria venne gravemente danneggiata nel 1509 dal terremoto che colpi' Istanbul in quell'anno. Dopo essere stata riparata venne poi nuovamente danneggiata dai terremoti del 1557 e 1754 e riparata ancora una volta. Venne poi completamente distrutta dal grande terremoto del 22 maggio 1766 quando la cupola principale crollò e le mura furono irrimediabilmente danneggiate. La moschea attuale (progettata in forma completamente diversa) venne completata nel 1771 sotto il sultano Mustafa III dall'architetto Mimar Mehmet Tahir.

## Architettura

### Esterno
La prima moschea dedicata a Fatih aveva una cupola centrale supportata da una singola semi-cupola dello stesso diametro e sospesa su quattro archi; la sua cupola era di 26 m. di diametro.
La seconda (1771) costruita dal sultano Mustafa III dopo il terremoto del 1766, fu costruita a pianta quadrata. Ha una cupola centrale sostenuta da quattro semi-cupole.
Il portale d'ingresso al cortile principale e, in minor parte, i minareti residuano dalla costruzione originale, mentre il resto della costruzione del 1771 venne ricostruito in stile barocco.

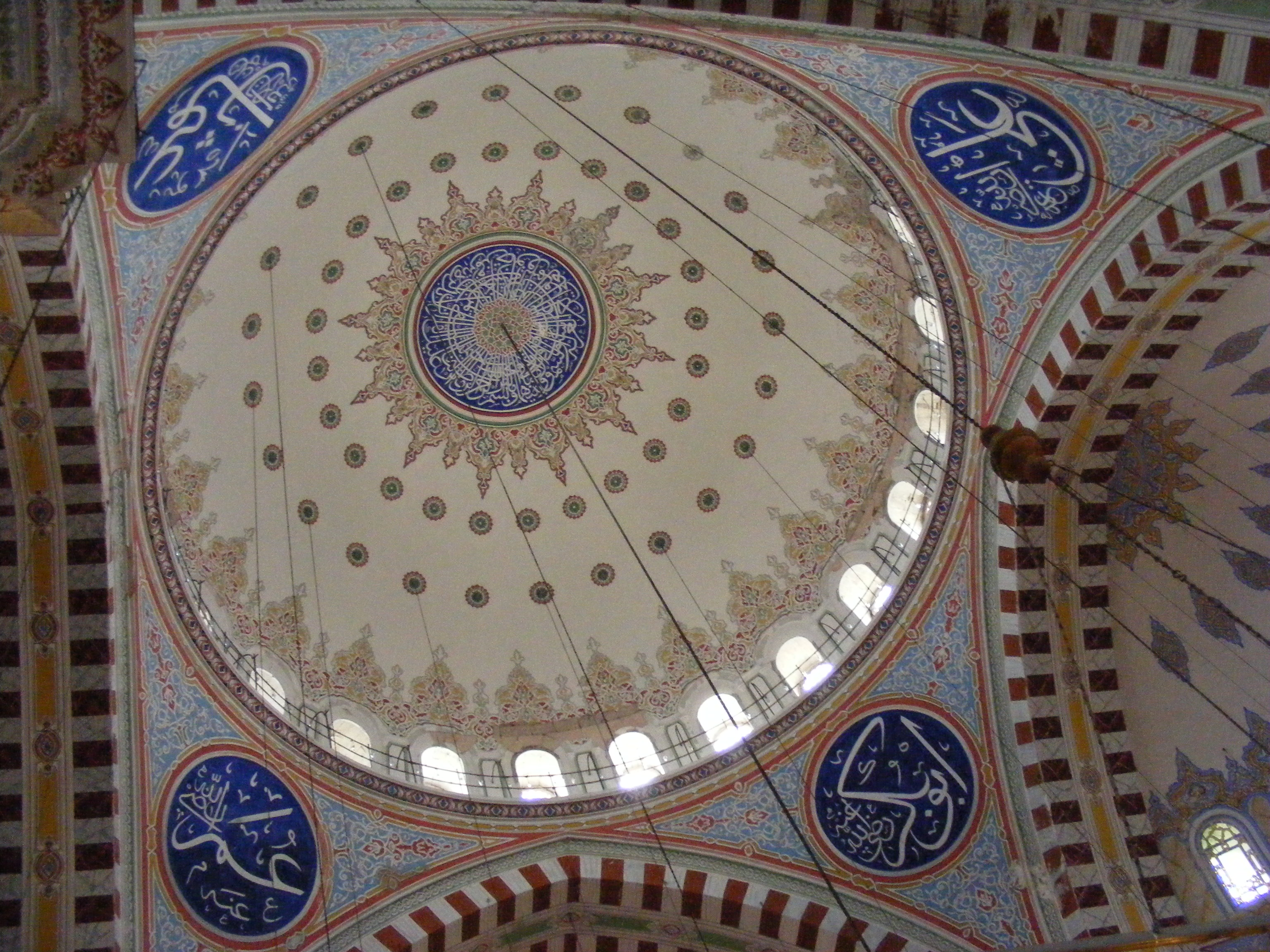
Interno della cupola della moschea di Fatih

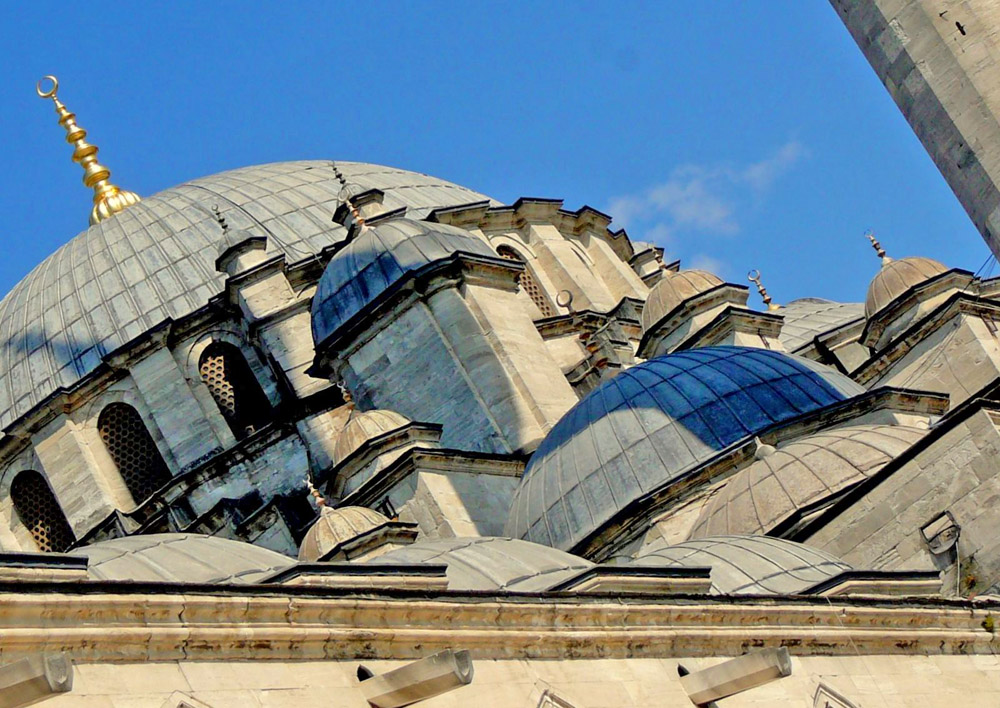
Esterno della cupola della moschea di Fatih

### Interno
L'interno attuale della moschea di Fatih è essenzialmente una copia dei disegni precedenti di Sinān riutilizzati più volte da lui stesso e dai suoi successori in tutta Istanbul (questa tecnica è emulativa di Santa Sofia). La cupola del diametro di 26 metri è sostenuta da quattro semi-cupole, una su ogni asse, sostenute da quattro colonne di marmo di grandi dimensioni. Ci sono due minareti, ciascuno con gallerie gemelle. Le iscrizioni calligrafiche all'interno della moschea e il minbar mostrano un'influenza barocca, ma le piastrelle bianche sono di qualità inferiore in confronto a quelle di İznik presenti, ad esempio, nella moschea di Rustem Pasha. Il miḥrāb risale alla costruzione originale.

### Complesso
Come altre moschee imperiali di Istanbul, la moschea di Fatih venne progettata come parte di un kulliye, o complesso con le strutture adiacenti a servizio sia di esigenze religiose che culturali.
A nord ed a sud della moschea vi sono otto grandi  medrese, quattro per ogni lato. Questi edifici sono simmetrici, e ciascuno contiene 18 celle per gli studenti (ogni alloggio per quattro giovani) ed un dershane. Dietro ad ognuna vi era un annesso, grande circa la metà della stessa medresa, tutti distrutti a seguito della costruzione di alcune strade. Le medrese ospitavano circa un migliaio di studenti, il che rendeva il complesso simile a una grande università.
L'ospizio (taphane) è al di fuori della moschea a sud-est del recinto. L'edificio ha uno splendido cortile contornato da 16 colonne di granito, che vennero probabilmente recuperate dalla chiesa dei Santi Apostoli. Di fronte all'ospizio è la grande türbe della madre del sultano Mahmud II, Nakşidil Sultan.
Nel cimitero della qibla dietro la moschea sono le türbe del sultano Mehmed II e di una delle sue consorti, Gülbahar Hatun, madre del suo successore Bayezid II. Entrambe sono state ricostruite dopo il terremoto. La türbe del Conquistatore è di stile barocco con un interno riccamente decorato. Quella di Gülbahar è semplice, con linee classiche, e potrebbe essere molto simile all'originale. Inoltre il cimitero ha un gran numero di tombe appartenenti a funzionari di Stato, tra cui Osman Nuri Pascià.
Sulla qibla a lato della moschea, ad esso collegata, è una biblioteca a cupola che è stata costruita nel 1724. Una delle sue porte si apre sulla strada, mentre altre due danno sul cortile interno della moschea. La biblioteca è attualmente in restauro, ed i libri sono ospitati al momento dalla Biblioteca Suleymaniye.
Il caravanserraglio del complesso venne restaurato negli anni 1980 e da allora ospita negozi. Il darüşşifa, il bazar, gli imaret e l'hammam non esistono più.